# Kazimierz Konrad Błaszczyński
Kazimierz Konrad Błaszczyński ps. „Bogdan Bończa” vel „Konrad Tomaszewski” (ur. 17 lutego 1835 w Warszawie, zm. 19 czerwca 1863 w 
Przezwodach) – pułkownik kawalerii w powstaniu styczniowym, zawodowy oficer artylerii rosyjskiej armii.

## Życiorys
Po wybuchu powstania styczniowego brał udział w walkach o Płock. Został mianowany naczelnikiem wojennym województwa płockiego. Od marca 1863 r. był dowódcą samodzielnego oddziału ułanów.
18 czerwca 1863 został ranny w bitwie pod Górami dwoma postrzałami w pierś, po czym ukryty w stodole w Górach. W stanie ciężkim przeniesiono go do dworu w Lubczy, a następnie, w obawie przed kozakami, do gajówki w Stępockim Lesie koło Przezwodów, gdzie zmarł.
Pierwotnie został pochowany w nieoznaczonej mogile na cmentarzu w Nawarzycach, w 2004 r. szczątki ekshumowano i pochowano w nowej mogile na tym samym cmentarzu.
Zmarli powstańcy 1863 roku zostali odznaczeni przez prezydenta RP Ignacego Mościckiego 21 stycznia 1933 roku Krzyżem Niepodległości z Mieczami.